# Djævlens ordbog
Djævlens ordbog (The devils dictionary) (udgivet 1906, 1911 og 1967) er en satirisk ordbog skrevet af Ambrose Bierce. Bogen indeholder satiriske, og som originaltitlen på bogen bærer præg af, mere eller mindre kyniske nyfortolkninger af ord i det engelske sprog. Meget ærlig politisk snak og tveægget ironi som rettes imod mange aspekter I sproget, politikken og de daglige konversationsemner såvel som andre aspekter af menneskelig svaghed og dumhed. Bogen blev oprindeligt udgivet i 1906 som ”The Cynic's Word Book”/kynikerens ordbog, før den blev genudgivet med den nye titel "The devils dictionary" i 1911. Moderne udgivelser som fås med tidligere ikke udgivne definitioner, viser at Bierce stadig er populær i dag, nu mere end et århundrede senere.

## Historie

### Oprindelse
Oprindelsen til djævlens ordbog finder man i San Francisco hvor Ambrose Bierce var skribent på det lokale News Letter, et lille finansielt ugeblad stiftet af Frederick Marriott sidst i 1850’erne. The News Letter, selvom det var et seriøst blad der havde forretningsfolk som målgruppe, havde en satirisk side, kaldet ’The Town Crier’. Bierce blev hyret som redaktør for denne side i december 1868, og ved at skrive ligefremt og uden hæmninger blev han kendt som den leende djævel af San Francisco.
Ideen startede i August1869 da Bierce, købte en kopi af “Webster's Unabridged dictionary”, Han brugte indledningen fra Websters ”Vicegerents”, “Kings are sometimes called God's vicegerents. It is to be wished they would always deserve the appellation” på sin side. Han foreslog så hvordan Noah Webster kunne have brugt hans ord i komisk form og ideen om en komisk ordbog var født, dette var altså en af de først kendte bøger af sin art, og siden er mange flere bøger af denne art blevet skrevet og udgivet, eksempler herfor er ’slang’ ordbøger, andre komiske ordbøger og så genoptryk af Bierce’s egen ordbog som senest er udgivet i 2009.
I 1875 hvor Bierce, nu ikke længere ansat ved Town Crier, havde brugt tre år i London og var kommet tilbage til San Francisco i håb om at genoptage sin karriere på the News Letter. Her sendte han to indslag til redaktøren, begge udgivet under aliasser, en af dem bar titlen ”The Demon's Dictionary” og indeholdt 48 ord med definitioner skrevet i Bierces sædvanligt intelligente og vittige stil. Selvom disse ikke var med i ”Devil's Dictionary” som blev udgivet i 1906 og senere i en udvidet udgave i 1911, så blev disse indslag gjort tilgængelige i ”Enlarged Devil's Dictionary”, som ikke blev udgivet før 1967, denne udgave var dermed den tredje udgivelse af Bierce’s værk siden 1906.

### Kronologi
Man hørte ikke fra Bierces Djævlens ordbog igen før "Prattle", i bladet The Argonaut, som han blev redaktør for i March 1877, men han brugte hans niche for komiske definitioner i bladet den 17. november 1877, og også den 14. september 1878.
Det var dog ikke før 1881 at Bierce rent faktisk brugte udtrykket, ‘The Devil's Dictionary’.
Det var mens redaktøren på et andet San Franciscobaseret blad, The Wasp, fandt ud af at ordbogen var populær, og under hans redaktionelle forløb på bladet mellem 1881 og -86, bragte han 88 segmenter, hver på cirka 15-20 nye definitioner.
I 1887 blev Bierce redaktør på The Examiner hvor han bragte "The Cynic's Dictionary," som skulle blive de sidste af Bierces komiske definitioner indtil 1904, hvorefter de fortsatte irrationelt indtil juli 1906.

### Publikationer
Hvad havde startet som en almindelig avis-serie blev udgivet i bogform i 1906, det skete under titlen, ”The Cynic's Word Book”, udgivet af Doubleday, Page and Company, i denne var 500 ord fra første halvdel af alfabetet (A-L). 500 ord mere (M-Z) blev udgivet i 1911 i det der kaldes Volumen 7 af de samlede værker af Ambrose Bierce, denne gang under navnet ”The Devil's Dictionary”. Grunden til at titlen nu var en anden skyldes at der havde været redaktionelle uenigheder første gang, men djævlens ordbog var den titel som Bierce selv foretrak.
I 1967 blev en udvidet version af ordbogen udgivet, den blev udgivet efter et stort research arbejde af Ernest J. Hopkins. Denne version indeholdt ord og definitioner udeladt af Bierce da hans samlede værker blev sammensat. Dette skyldes at han var i Washington, D.C. på tidspunktet, men meget af materialet var i San Francisco og som på grund af jordskælvet i San Francisco i 1906 ikke var tilgængeligt. Denne version tilføjer 851 definitioner oveni de oprindelige 1.000 som var med i Bierces tidligere versioner.
I 2000, udgav S. T. Joshi og David E. Schultz “The Unabridged Devil's Dictionary” (ISBN 0-8203-2196-6), denne version indeholdt tidligere usamlet, ikke før udgivet materiale og man fjerner næsten 200 definitioner tidligere forkert antaget som Bierces. 14. december 2009 udkom denne bog som letvægtsbog.

## Eksempler
Apologize, v. To lay the foundation for a future offense.
Undskyldning, "at lægge fundamentet for en fremtidig urette.”
Cynic, (n.) A blackguard whose faulty vision sees things as they are, not as they ought to be. Hence the custom among the Scythians of plucking out a cynic's eyes to improve his vision.
Kyniker, "En slyngel hvis slørede syn ser tingene som de er, ikke som de burde være. Dermed den skik blandt skytherne med at plukke øjnene ud på en kyniker for at lære ham at se.”
Freemasons, n. An order with secret rites, grotesque ceremonies and fantastic costumes, which, originating in the reign of Charles II, among working artisans of London, has been joined successively by the dead of past centuries in unbroken retrogression until now it embraces all the generations of man on the hither side of Adam and is drumming up distinguished recruits among the pre-Creational inhabitants of Chaos and Formless Void. The order was founded at different times by Charlemagne, Julius Caesar, Cyrus, Solomon, Zoroaster, Confucius, Thothmes, and Buddha. Its emblems and symbols have been found in the Catacombs of Paris and Rome, on the stones of the Parthenon and the Chinese Great Wall, among the temples of Karnak and Palmyra and in the Egyptian Pyramids — always by a Freemason.
Frimurere, "En orden med hemmelige ritualer, groteske ceremonier og fantastiske kostumer, ordenen som oprindeligt stammer fra Charles II’s rige, blandt arbejdende håndværkere i London, er nu blevet succesfuldt sammensmeltet med tidligere tiders døde i uafbrudt regression indtil det nu omfavner alle generationerne på denne side af Adam og trommer sine distingverede rekrutter op blandt beboerne før skabelsen, i kaosset og det formløse tomrum. Ordenen blev grundlagt på forskellige tidspunkter af Karl den Store, Julius Cæsar, Cyrus, Salomon, Zarathustra, Konfutse, Thothmes, og Buddha. Dets symboler og emblemer er blevet fundet i katakomberne i både Paris og Rom, på Parthenons sten og den kinesiske mur, blandt templerne i Karnak og Palmyra og i de egyptiske pyramider – altid af en frimurer.”
Idiot, n. A member of a large and powerful tribe whose influence in human affairs has always been dominant and controlling. The Idiot's activity is not confined to any special field of thought or action, but "pervades and regulates the whole." He has the last word in everything; his decision is unappealable. He sets the fashions and opinion of taste, dictates the limitations of speech and circumscribes conduct with a dead-line.
Idiot, "Et medlem af en stor og mægtig stamme hvis indflydelse i menneskets affærer altid har været dominerende og kontrollerende. Idiotens aktiviteter er ikke afgrænset til noget bestemt område af tanker eller handlinger, men ”overskrider og regulerer det hele”. Han har det sidste ord i alting; hans beslutninger er uden appel. Han sætter meningen om moden og smagen, dikterer begrænsningerne i den frie tale og omskriver opførslen med en deadline.”
Justice, n. A commodity which in a more or less adulterated condition the State sells to the citizen as a reward for his allegiance, taxes and personal service.
Retfærdighed, "En kommerciel vare som i mere eller mindre seksuelt korrupt tilstand sælges af staten til borgeren som en belønning for hans troskab, skatter og hans personlige tjenester.”
Marriage, (n.) A household consisting of a master, a mistress, and two slaves, making in all, two.
Ægteskab, "En husholdning bestående af en herre, en elsker og to slaver, som i alt giver to.”
Opposition, n. In politics the party that prevents the Government from running amok by hamstringing it.
Opposition, "I politik, de partier som forhindrer regeringen i at gå amok ved at holde den hen.”
Mange af definitionerne efterfølges af satiriske vers, mange tilegnet komiske pseudonymer såsom Salder Bupp og Orm Pludge; den hyppigste bidragyder er "That learned and ingenious cleric, Father Gassalasca Jape, S.J., whose lines bear his initials".

## Eksterne links
- The Devil's Dictionary by Ambrose Bierce, frit tilgængelig på Project Gutenberg
- The Devil's Dictionary Arkiveret 23. september 2015 hos  Wayback Machine at Dict.org (query form)
- The Devil's Dictionary Arkiveret 2. marts 2010 hos  Wayback Machine, audio and text.
- Hayward's Unabridged Dictionary Arkiveret 14. marts 2012 hos  Wayback Machine, "in the style of."
- The original Devil's Dictionary Arkiveret 15. december 2016 hos  Wayback Machine